# San Ángel (Guerrero)
San Ángel es una localidad del estado mexicano de Guerrero. Es parte del municipio de Chilapa de Álvarez.

## Toponimia
El nombre «San Ángel» hace referencia al santo patrono de la localidad: Ángel de Sicilia.

## Demografía
| Gráfica de evolución demográfica |
|                                  |

| Censo | Población |
| ----- | --------- |
| 1900  | 270       |
| 1910  | 327       |
| 1921  | 174       |
| 1930  | 215       |
| 1940  | 194       |
| 1950  | 313       |
| 1960  | 384       |
| 1970  | 493       |
| 1980  | 597       |
| 1990  | 795       |
| 2000  | 924       |
| 2010  | 1 186     |
| 2020  | 1 177     |